# Ширдон, Абди Фарах
Абди Фарах Ширдон (сомал. Cabdi Faarax Shirdoon, араб. عبدي فارح شردون‎; род. октябрь 1958, Дусамареб) — сомалийский бизнесмен, экономист и политик. Премьер-министр Сомали (2012—2013). Ему приписывают значительное развитие социальных услуг и государственного бюджета, а также улучшение местной безопасности.

## Биография

### Личная жизнь
Абди Фарах Ширдон родился в 1958 году в городке Дусамареб. Он происходит из среднего класса и принадлежит к клану Марехан Дарод. 
Женат на Аше Хаджи Эльми, стороннице движения за мир и бывшем члене Федерального парламента Сомали. У пары четверо детей.
Свободно говорит на сомалийском, итальянском и английском языках.

### Образование
После окончания средней школы Ширдон переехал в столицу Сомали Могадишо, чтобы поступить в колледж. Он учился в Сомалийском национальном университете, где получил степень бакалавра экономики, которую окончил с отличием в 1983 году. Продолжая своё образование, Абди Фарах Ширдон учился в Оксфордском университете, где получил степень магистра дипломатических исследований.

### Ранняя карьера
Непродолжительное время Ширдон работал экономистом в национальном министерстве финансов и министерстве сельского хозяйства с 1983 по 1985 во время правления Мохамеда Сиада Барре. Впоследствии он ушёл из правительства, чтобы заняться предпринимательской карьерой. Ширдон основал Shirdon International и стал её генеральным директором.
После начала гражданской войны в Сомали в 1991 году Ширдон переехал в Найроби (Кения). Там он открыл ещё один бизнес, управляя известной импортно-экспортной фирмой.
В марте 2012 года Абди Фарах был также назначен председателем Форума Раджо, организации гражданского общества Сомали, которую он соучредил, в состав которой входят профессионалы, интеллектуалы, бизнесмены и политики. 

## Премьер-министр Сомали

### Назначение
6 октября 2012 года Ширдон был назначен новым премьер-министром Сомали президентом Хасаном Шейхом Махмудом. Он сменил на этом посту Абдивели Мохамеда Али. Сообщается, что Ширдон, как близкий союзник президента Махмуда, был избран на эту должность отчасти из-за его академического образования.
Его выбор был встречен с митингами поддержки в нескольких городах по всей стране, в том числе в его родном городе Дусамаребе и Буходле. Автономная региональная администрация Пунтленда также поддержала назначение Ширдона и указала, что будет сотрудничать с центральным правительством для поддержки новой федеральной системы управления.
В случае одобрения Ширдон пообещал, что назовет компетентный и сплочённый кабинет, не терпящий коррупции. Он также пообещал в своём заявлении, что будет выполнять свои обязанности в соответствии с Конституцией. 
17 октября 2012 года Федеральный парламент Сомали утвердил Ширдона премьер-министром большинством голосов — 215 из 275 депутатов одобрили его назначение. Специальный представитель ООН в Сомали Августин Махига поддержал это событие, назвав его «ещё одним неопровержимым свидетельством прогресса в Сомали». Махига также пообещал сотрудничать с новым правительством Сомали в процессе постконфликтного восстановления.

### Кабинет министров
4 ноября 2012 года Ширдон назвал новый кабинет из 10 членов после обширных консультаций с местными заинтересованными сторонами. В совет министров входит много новичков, в том числе две женщины: Фавзия Юсуф Хаджи Адам — первая женщина-министр иностранных дел страны — Марьям Кассим — министр социального развития.  13 ноября 2012 года новый кабинет был одобрен парламентом: 219 депутатов одобрили выбор, 3 проголосовали против и 3 воздержались.

### Оперативная группа
В начале февраля 2013 года премьер-министр Ширдон создал Независимую рабочую группу по правам человека, чтобы усилить защиту прав человека. Комитет добровольцев из 13 членов был сформирован после обширных консультаций с группами гражданского общества и спикером парламента Мохамедом Османом Джавари. Группе поручено расследовать утверждения о нарушениях прав человека и запугивании журналистов. По окончании трёхмесячного мандата комитет должен опубликовать отчёт о своих выводах и рекомендуемых курсах действий. В конечном итоге целевая группа уступила место постоянной парламентской комиссии по правам человека, которая будет иметь возможность расследовать обвинения в течение более длительного периода.

### Прослушивание тура
В феврале 2013 года Абди Фарах Ширдон вместе с министром обороны Абдихакимом Махмудом Хаджи-Факи, министром внутренних дел Абдикаримом Хусейном Гуледом и заместителем спикера парламента Джейлани Нуром Икаром отправился в ознакомительную поездку по различным городам Сомали, чтобы встретиться с населением, установить приоритеты государственной службы и способствовать созданию местных администраций. Ширдон пообещал, что федеральное правительство предоставит регионам государственные услуги в зависимости от формирования эффективного местного правительства и ускорения процесса примирения. С этой целью он заключил соглашение с лидерами общины в центральной провинции Гальгудуд о создании районной администрации и подписал договор безопасности о сотрудничестве с исламской группировкой Ахлю ас-Сунна ва-ль-Джамаа.

### Закон о борьбе с терроризмом
18 апреля 2013 года канцелярия премьер-министра объявила в пресс-релизе, что Совет министров Сомали одобрил законопроект о новом законе о борьбе с терроризмом. Законопроект формализует надлежащее поведение и структуры по отношению к службам национальной безопасности и разведки. Он также устанавливает юридическое определение терроризма и стремится соответствовать передовой международной практике. По словам премьер-министра Ширдона, закон является ключевым компонентом стратегии его администрации по борьбе с терроризмом. Ожидалось, что он будет вынесен на рассмотрение и одобрение парламентом.

### Политика управления государственными финансами
В мае 2013 года Абди Фарах Ширдон объявил, что Федеральное правительство Сомали ввело в действие новую Политику управления государственными финансами (PFMP), чтобы упростить финансовую систему государственного сектора и усилить возможности финансового сектора правительства. План реформы, одобренный Советом министров 2 мая, призван служить ориентиром для управления государственными финансами и восстановления национальных институтов. PFMP направлен на предоставление прозрачной, точной и своевременной финансовой информации государственного сектора путём повышения открытости национального бюджетного процесса, повышения эффективности и действенности государственных расходов и повышения финансовой дисциплины посредством внутреннего и внешнего контроля. Он также направлен на то, чтобы сконцентрировать государственные расходы на приоритетных областях правительства. По словам членов кабинета министров, эта политика будет стоить примерно 26 млн. $, как ожидается, будет полностью реализована в течение следующих 4 лет. 

### Сомалийское агентство по борьбе со стихийными бедствиями
30 мая 2013 года Федеральное правительство Сомали объявило, что Кабинет министров одобрил законопроект о новом Сомалийском агентстве по борьбе со стихийными бедствиями(SDMA), который первоначально был предложен министерством внутренних дел. По сообщению пресс-службы премьер-министра Ширдона, SDMA будет руководить и координировать действия правительства в ответ на различные стихийные бедствия. Это часть более широких усилий федеральных властей по восстановлению национальных институтов. Ожидалось, что теперь Федеральный парламент обсудит предложенный законопроект для одобрения после внесения любых поправок.

### Закон об иностранных инвестициях
10 июня 2013 года премьер-министр Ширдон подписал новый закон об иностранных инвестициях. Законопроект был подготовлен министерством торговли и промышленности совместно с государственными прокурорами. Утверждённый Кабинетом министров, он устанавливает надёжную правовую основу для иностранных инвестиций. Ширдон поддержал принятие закона как важный шаг на пути к созданию благоприятной для бизнеса среды. Законопроект был представлен на утверждение в парламент, где министр торговли и промышленности Мохамуд Ахмед Хасан ответил на вопросы законодателей. Комитет также построчно рассмотрел проект закона и дал дополнительные процедурные рекомендации.

### Закон о гражданской авиации
13 июня 2013 года канцелярия премьер-министра Ширдона сообщила, что Кабинет министров направил в парламент новый проект закона о гражданской авиации. Законопроект является частью более широкой инициативы федеральных властей по восстановлению контроля над воздушным пространством Сомали. По словам Абдуллахи Илмоге Хирси, министра информации, почты и телекоммуникаций, закон направлен на развитие национальных авиационных навыков. Также ожидается, что это поможет стимулировать экономический рост и будет способствовать созданию рабочих мест.

### Сомалийский национальный университет
14 ноября 2013 года кабинет Ширдона единогласно одобрил план Федерального правительства по возобновлению работы Сомалийского национального университета, который был закрыт в начале 1990-х годов. Исторически университет служил обширным высшим учебным заведением с 13 кафедрами, 700 сотрудниками и более 15 000 студентов. Ожидалось, что инициатива по обновлению обойдётся в 3,6 млн. $.

### Вотум доверия
6 октября 2013 года премьер-министр Ширдон объявил, что он существенно изменит состав Совета министров в ответ на слухи о его потенциальной отставке. Он также подчеркнул рост доходов, который федеральному правительству удалось обеспечить под его управлением, при этом ежемесячная выручка выросла с 2,5 до 10 млн. $.  В следующем месяце президент Хасан Шейх Махмуд попросил Ширдона уйти в отставку на том основании, что Ширдон якобы был неэффективен на должности премьера. Сообщается, что Махмуд действовал по совету государственного министра при президенте Фараха Абдулкадира.
12 ноября 2013 года Ширдон подтвердил, что между ним и президентом возник спор, но указал, что спор был скорее конституционным, чем политическим. Он также заявил, что вопрос должен решаться в парламенте. По словам депутата Мохамеда Абди Юсуфа, разногласия между Ширдоном и Махмудом связаны с тем, какой действует конституционный механизм и кем в конечном итоге должен был быть сформирован кабинет. Соответствующие статьи 90, 100 и 69 Конституции Сомали рассматривают эти вопросы, уточняя, что президент имеет право назначать премьер-министра; премьер-министр, в свою очередь, имеет дискреционные полномочия назначать членов Совета министров, которые затем должны быть одобрены Народной палатой Федерального парламента; и Народная палата Федерального парламента также имеет право одобрить или отстранить премьер-министра вотумом доверия.
24 ноября 2013 года 168 депутатов одобрили представленный в парламент документ, в котором излагалось движение против администрации премьер-министра Ширдона. Группа законодателей, которые считались лояльными Ширдону, предположила, что документ, возможно, не был должным образом одобрен, и потребовала, чтобы имена законодателей, которые одобрили предложение, были приложены к бумаге.
1 декабря 2013 года 140 депутатов проголосовали против просьбы Ширдона и спикера парламента Мохамеда Османа Джавари с просьбой разрешить Ширдону выступить перед национальным собранием, чтобы проинформировать законодателей о достижениях своего правительства. Впоследствии Абди Фарах выступил с заявлением, в котором утверждал, что конституция наделяет его правом защищаться от этого движения, настаивая на том, что предложение не было основано на доказательствах и достоверной информации. Он также указал, что его администрация подготовила полный ответный отчёт, и что он всё ещё хочет иметь возможность выступить перед национальным собранием. Кроме того, Ширдон заявил, что не будет подчиняться никакому решению, принятому в его отсутствие. Согласно Garowe Online, независимые источники в Могадишо указали, что движение возглавляет бывший спикер Переходного федерального парламента Шариф Хасан Шейх Адан. 
2 декабря 2013 года в парламенте был проведён вотум. Спикер парламента Джавари впоследствии объявил, что 184 депутата проголосовали против Ширдона, а 65 депутатов проголосовали за его сохранение на должности премьер-министра. 5 декабря 2013 года Ширдон опубликовал заявление, подтверждающее, что он и его кабинет приняли решение законодательного органа. Он также выразил разочарование по поводу того, что ему не разрешили выступить в парламенте, и призвал граждан поддержать новую администрацию, чтобы развить успехи в области развития, достигнутые за время его пребывания в должности. Специальный представитель ООН в Сомали Николас Кей воздал должное уходящему премьер-министру, отметив, что Ширдон стремился способствовать росту и прогрессу, и что он сыграл важную роль в заключении Соглашения о новом курсе между Сомали и её международными партнерами. Он также поблагодарил депутатов парламента за соблюдение процедурных правил во время голосования и пообещал конструктивно работать с последующей администрацией. 12 декабря 2013 года президент Хасан Шейх Махмуд назначил Абдивели Шейха Ахмеда новым премьер-министром. 